# Аденское поселение
Аденское поселение (англ. Aden Settlement) — поселение англичан в Адене, которое начало образовываться с 1839 года с захватом Аденского порта британскими войсками. Аденское поселение превратилось в столицу Аденской колонии 1 апреля 1937 года, когда вступи в силу Акт об управлении Индией, согласно которому Аден отделялся от Индии в отдельную коронную колонию.

## История
Первым европейцем, посетившим Аден, стал венецианец Никколо Конти, ко-торый побывал здесь около 1440 года. В 1503 году Аден посетил итальянский путешественник Людовико ди Вартема. Он описывал Аден как огромный город и международный порт. В XVI веке в результате открытия Васко да Гамой пути в Индию вокруг Африки в 1497—1499 годах значение Адена как транзитного порта международной торговли упало.

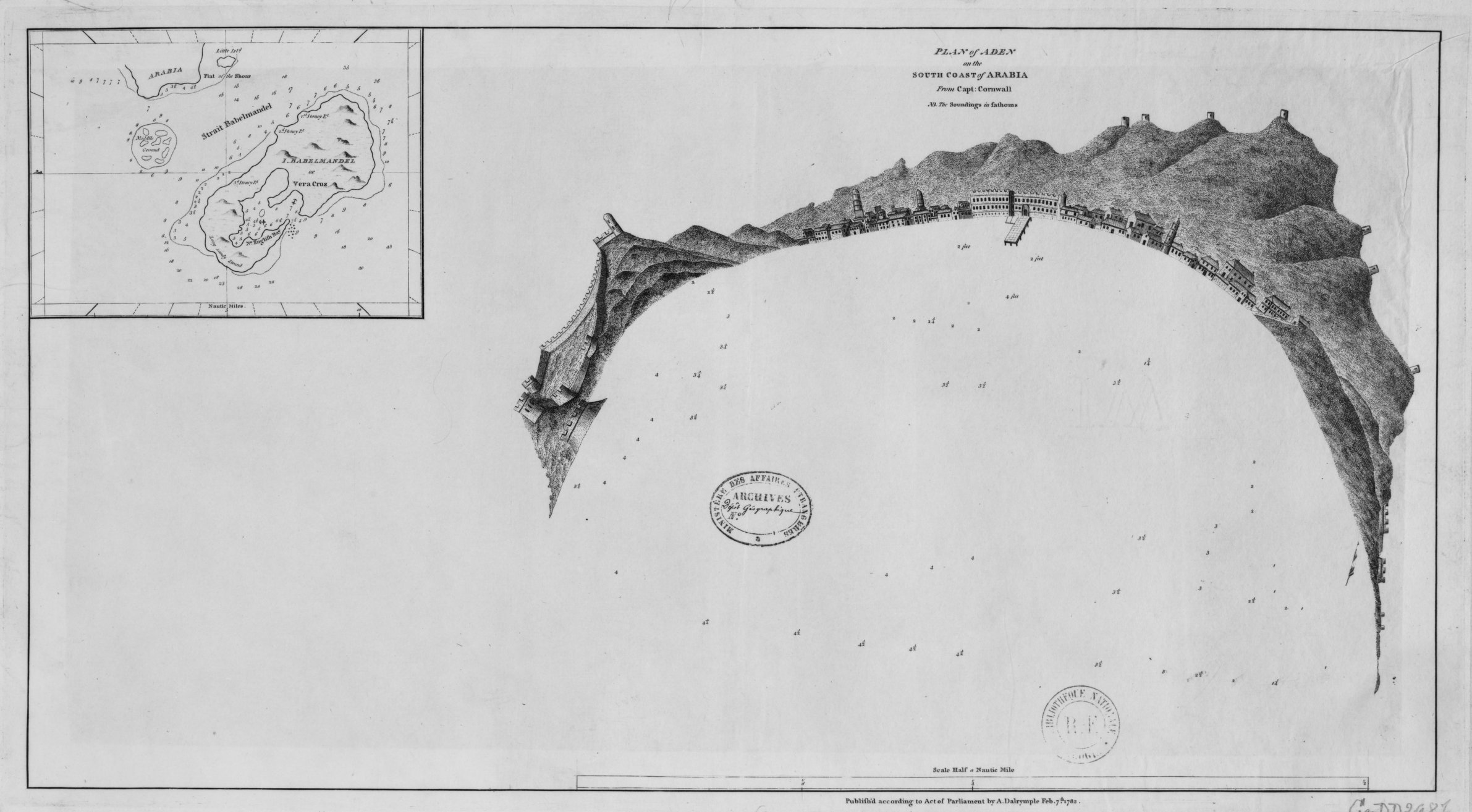
Карта Перима и вид на Аден. 1720 г.

В 1513 году Аден пытались захватить португальцы под предводительством вице-короля Индии Афонсу д’Албукерки, используя остров Сокотра как базу для нападения. То, что не удалось португальцам, удалось туркам: 3 августа 1538 года Аден захватила военная экспедиция Османской империи, в состав которой город входил до 1630 года. После изгнания турок из Южного Йемена Аден находился под властью многих правителей, пока не был в 1728 году присоединен к султанату Лахадж.
В 1802 году султан Ахмед Абд-аль-Карим подписал с британцами договор, по которому Аден стал «открытым портом для всех товаров, поступающих на английских кораблях». В городе была учреждена фактория Ост-Индской компании. С 1809 года британские суда стали заходить в порт Адена регулярно.
В 1835 году Великобритания заключила договор с султаном Лахеджа, согласно которому в Адене стала размещаться база для угля и котловой воды.
В 1837 году султанат Лахедж был обвинен в плохом обращении с потерпевшими кораблекрушение, и его вынудили продать порт Аден Бомбейскому отделению Ост-Индской компании.
К 1838 году от прежней всемирной гавани осталось лишь 600 обедневших жителей в развалившихся хижинах, когда британский капитан Гайнс побудил султана Лахеджа уступить полуостров британцам. Скала эта, уже самой природой как бы предназначенная быть неприступной крепостью, была укреплена ещё более с суши и с моря, и воздвигнут новый город, объявленный порто-франко и благодаря своему удобному положению достигший быстро процветания.

### Аденское поселение

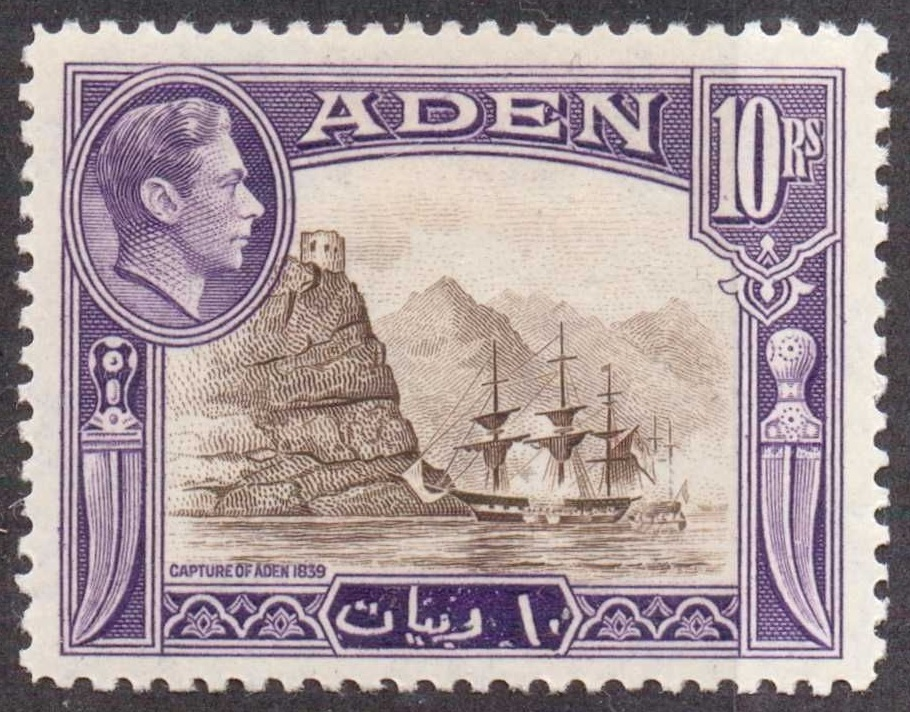
Марка Аденской колонии, 1939 года, на которой изображён захват Адена в 1839 году. То есть марка посвящена 100-летию образования Аденского поселения.

В 1839 году капитан ВМС Великобритании Стаффорд Хейнс прибыл из Бомбея с 700 вооруженными матросами на двух кораблях, и под угрозой применения военной силы вынудил султана Лахеджа за небольшую сумму отдать Аденский полуостров с морской гаванью. Англичанам этот город с морской гаванью был нужен в качестве перевалочной базы на пути из Европы в Индию.
Таким образом, 19 января 1839 года войска Британской Ост-Индской компании высадились в Адене и захватили этот порт, прекратив пиратские нападения на следовавшие в Индию британские суда. Собственно порт Аден с окружающими землями был передан местным султаном Великобритании, и там образовалось Аденское поселение, подчинённое Бомбейскому президентству Британской Индии.
После захвата Адена англичане ввели регистрацию рождений и смертей, но до 1969 года это никак не коснулось остальных районов страны. В Йемене не принято было знать дату своего рождения и дату смерти. И только в 1969 году был издан закон, предусматривавший обязательную регистрацию рождений и смертей по всей стране.
После этого Великобритания начала распространять своё влияние вглубь материка, где в 1886 году образовался Протекторат Аден.
Аден считался оплотом европейцев на Аравийском полуострове, поэтому сюда в 1841 году прибыл первый католический священник.
В 1847 году на земле, купленной Аденской общиной парсов, был вырыт колодец и построена Башня молчания — таинственное обиталище мертвых.
В 1852 году была открыта церковь Св. Иосифа в квартале Кратер, а уже в 1854 году здесь была учреждена префектура Римско-Католической Церкви.
Также безрезультатно арабы пытались захватить Аден в 1846 году.
В 1848 году в результате междоусобиц в Северном Йемене центр вывоза кофе, важнейшего экспортного продукта Йемена, переместился из Мохи в Аден.
В 1853 году Аден был объявлен «свободным портом», что вызвало здесь торговый бум.
Остров Перим был повторно оккупирован Великобританией и присоединён к Аденскому поселению в 1857 году.
Население Адена, который в 1839 г. был небольшим рыбацким поселением с шестьюстами жителями, в 1857 году составляло уже около 14 тысяч человек.
Следующий султан Лахеджа Али I (1849—1863) потребовал возврата территории Адена и в 1858 году двинул войска против англичан. Однако после того, как его армия была разбита под Шейх-Oсманом, султану пришлось смириться с потерей Адена.
В 1858 году войско султана Али в пригороде Шейх-Осман потерпело от британцев решительное поражение, в результате которого султану пришлось смириться с потерей Адена и он признал британскую власть в Адене. Как результат город до 1967 года продолжал оставаться военной базой Великобритании (в новейшее время — военно-морской и военно-воздушной).

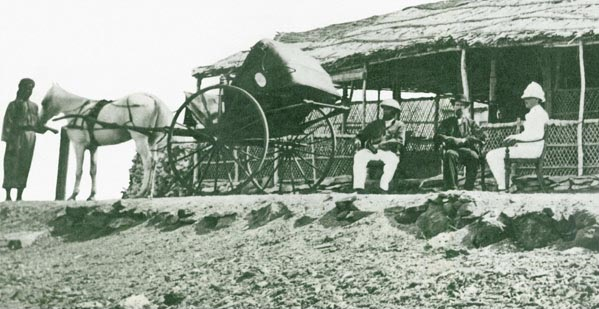
Британский офицер с друзьями и слугой в своем импровизированном доме в Адене в 1870 году. Аден быстро развивался после того, как Суэцкий канал открыт для движения в 1869 г.

### В подчинении у колонииБританская Индия
С 1858 года Аден стал управляться Бомбейским президентством Великобритании.
В 1863 году в квартале Эт-Тавахи построена церковь Святого Франциска.
В 1869 году был открыт Суэцкий канал. С 1869 года остров Перим, подчинённый Аденскому поселению с 1857 года, служил угольной станцией, на которой идущие через Суэцкий канал суда заправлялись углём. Роль и процветание Аденского поселения резко возросли.
В 1870 году в Адене, располагавшемся на линии «Суэц — Бомбей», была открыта первая в Йемене международная телеграфная станция.
В 1871 году в квартале Кратер построили церковь Святой Марии.
В 1873 году Турция была вынуждена признать Аден владением Великобритании.
В 1875 и 1880 годах внешние долги вынудили Египет продать свою долю в канале Великобритании. Компания Суэцкого канала стала практически англо-французским предприятием. Процветание Адена напрямую зависело от работы Суэцкого канала.

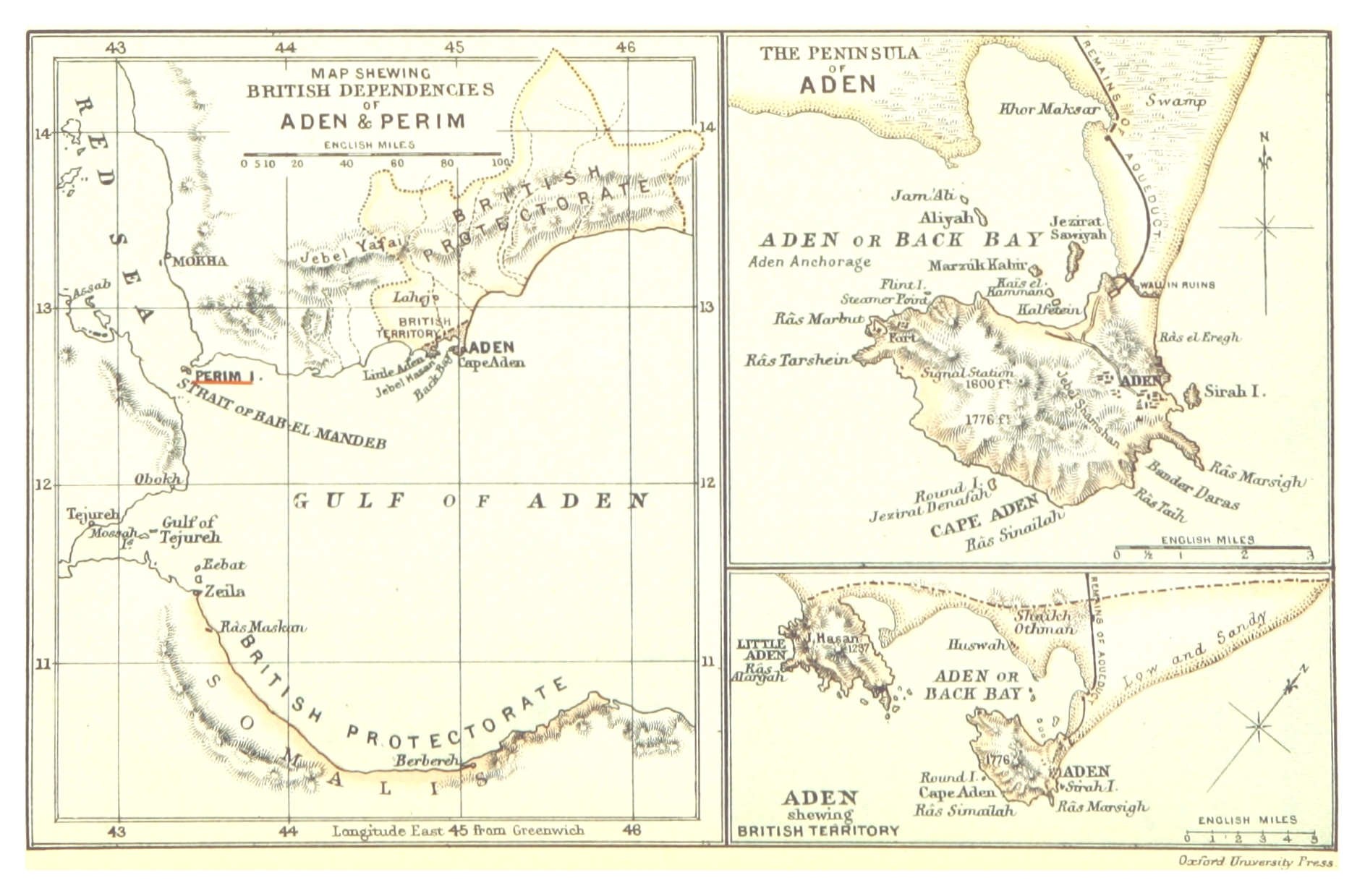
Карта Аденского поселения 1888 года.

2 июля 1882 года Шейх-Осман был продан Великобритании султаном Лахеджа Фадли бен Мохсеном. С этого времени начинается частое посещение Адена россиянами. В 1883 году российский путешественник А. В. Елисеев посетил Аден, оставив его описание.

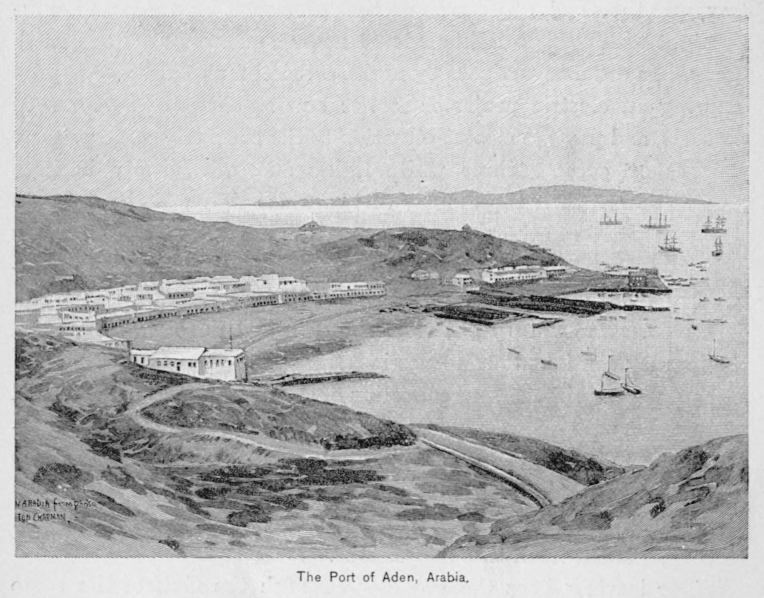
Порт Аден 7 января 1891 года.

В 1886 году образовался Протекторат Аден. Административно протекторат делился на две части: Западный протекторат Аден — крупнейший город Лахдж (к северу от города Аден) и Восточный протекторат Аден — основной центр порт Эль-Мукалла. Аденское поселение в состав протектората не входило.
В 1888 году префектура Римско-Католической Церкви была преобразована в викариат, ставший в 1889 году викариатом «Аравия», резиденция которого в 1974 году была перенесена из Адена в Абу-Даби (ОАЭ). В квартале Эт-Тавахи для прихожан были открыты две церкви: Св. Антония и Св. Франциска, построенные в 1839 и 1863 годах соответственно. Также открыты церкви Св. Иосифа и Св. Марии в квартале Кратер, построенные в 1852 и 1871 годах.

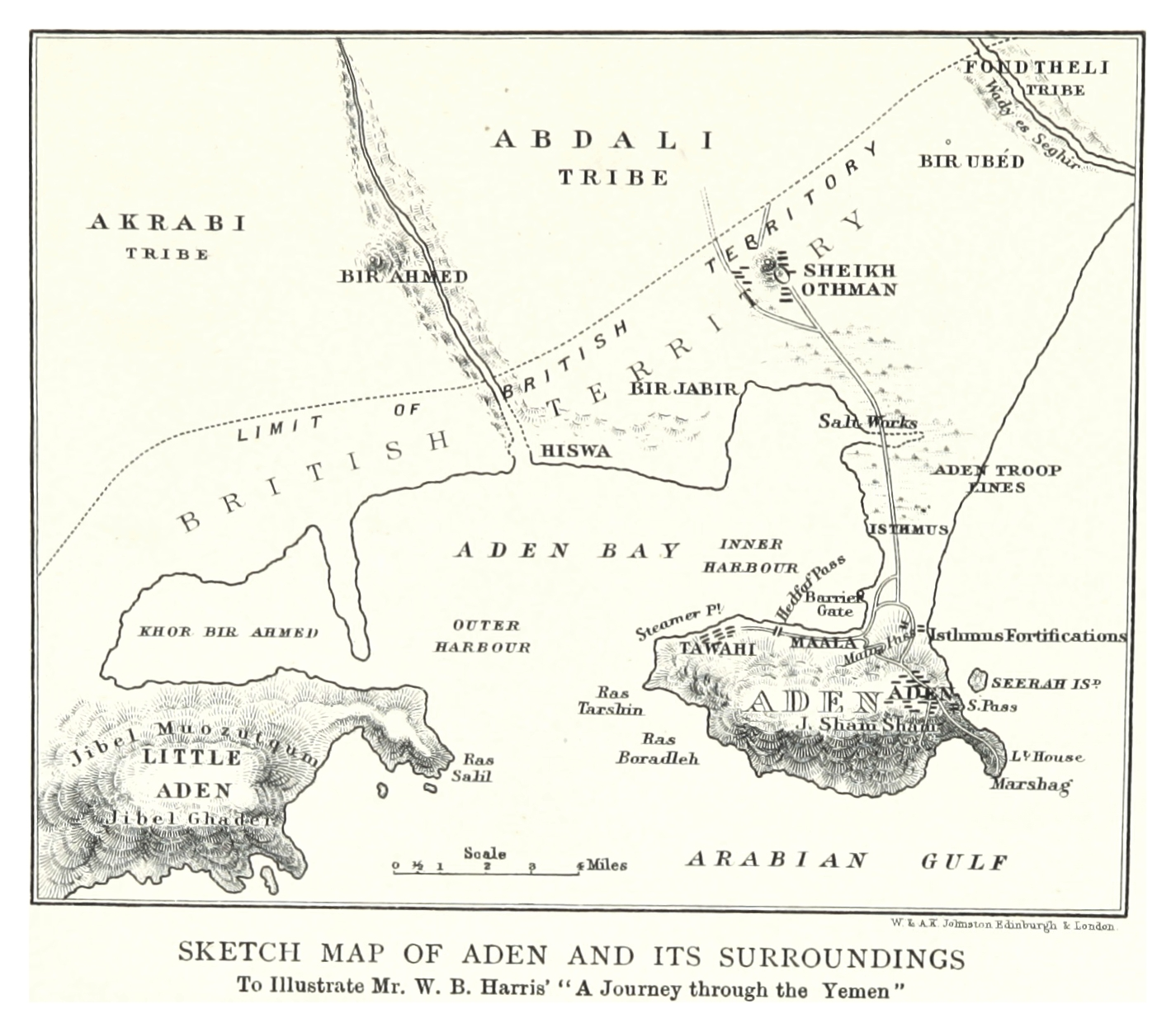
Карта территории Аденского поселения 1893 года.

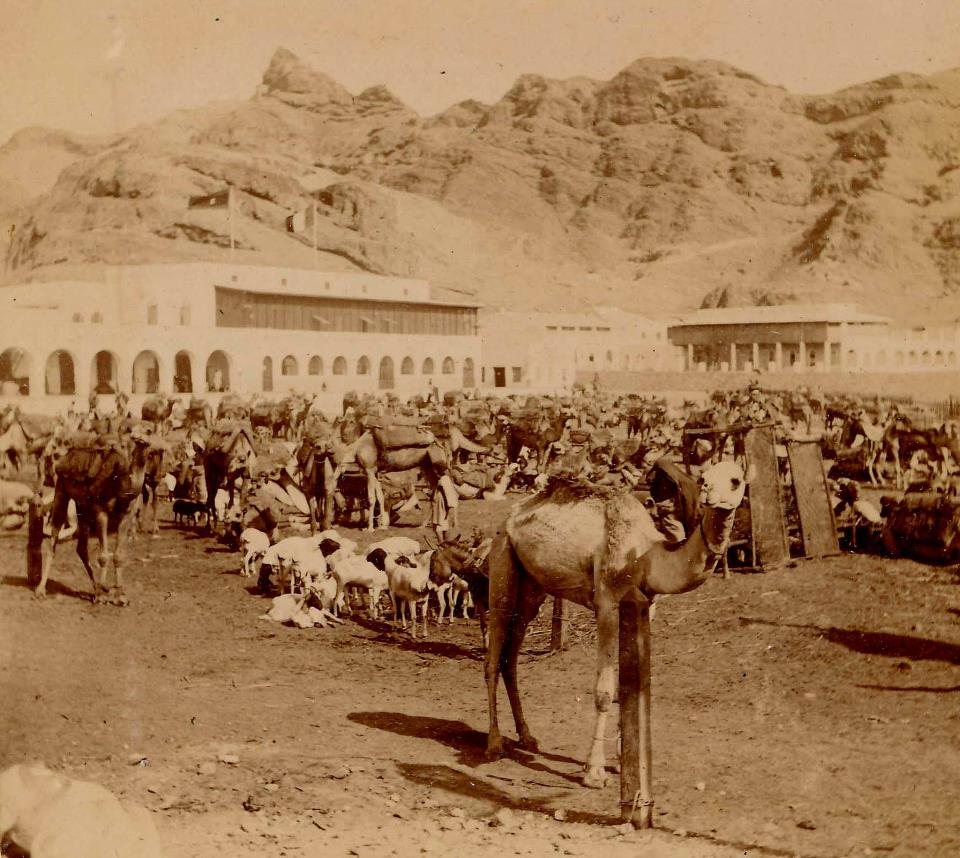
Базар в Адене. Фото сделано в 1899 году во время первого рейса аргентинского фрегата «Sarmiento».

В 1889 году через Аден во время кругосветного путешествия (1886—1889) в качестве командира корвета «Витязь» проследовал контр-адмирал С. О. Макаров (в Русско-Японскую войну — вице-адмирал, командующий Тихоокеанской эскадрой).

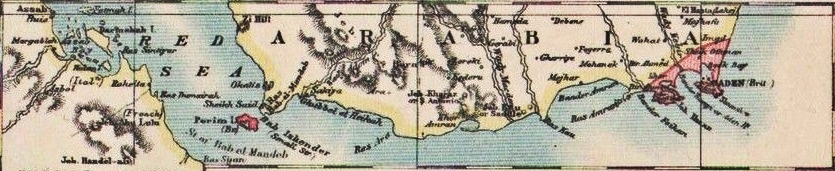
Перим, подчинённый Аденскому поселению в 1857 году и Аденское поселение на карте 1899 года (окрашены в розовый цвет).

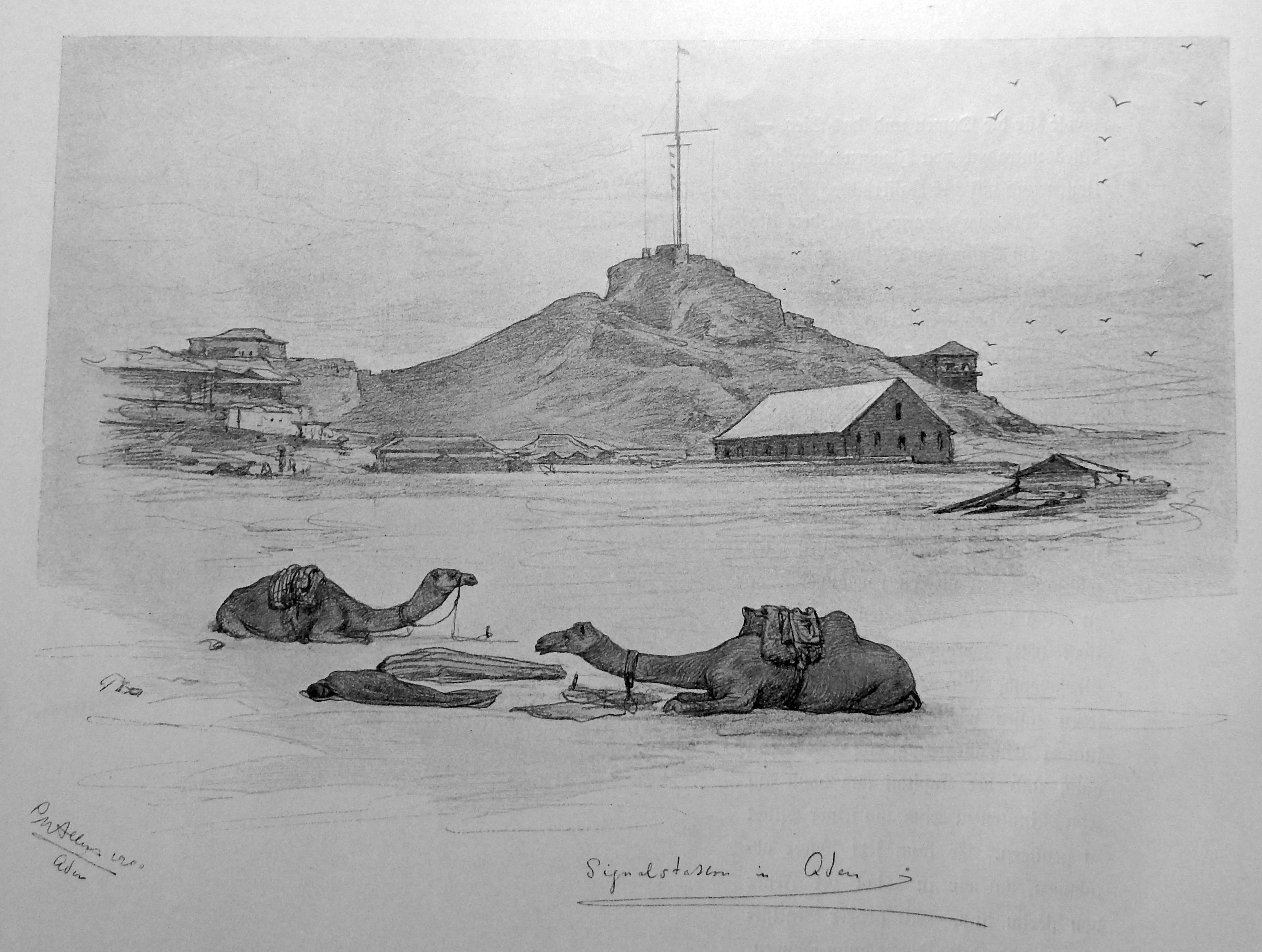
Сигнальная станция Адена. 1900 год.

В 1890 году окончено строительство Аденского Биг-Бена.

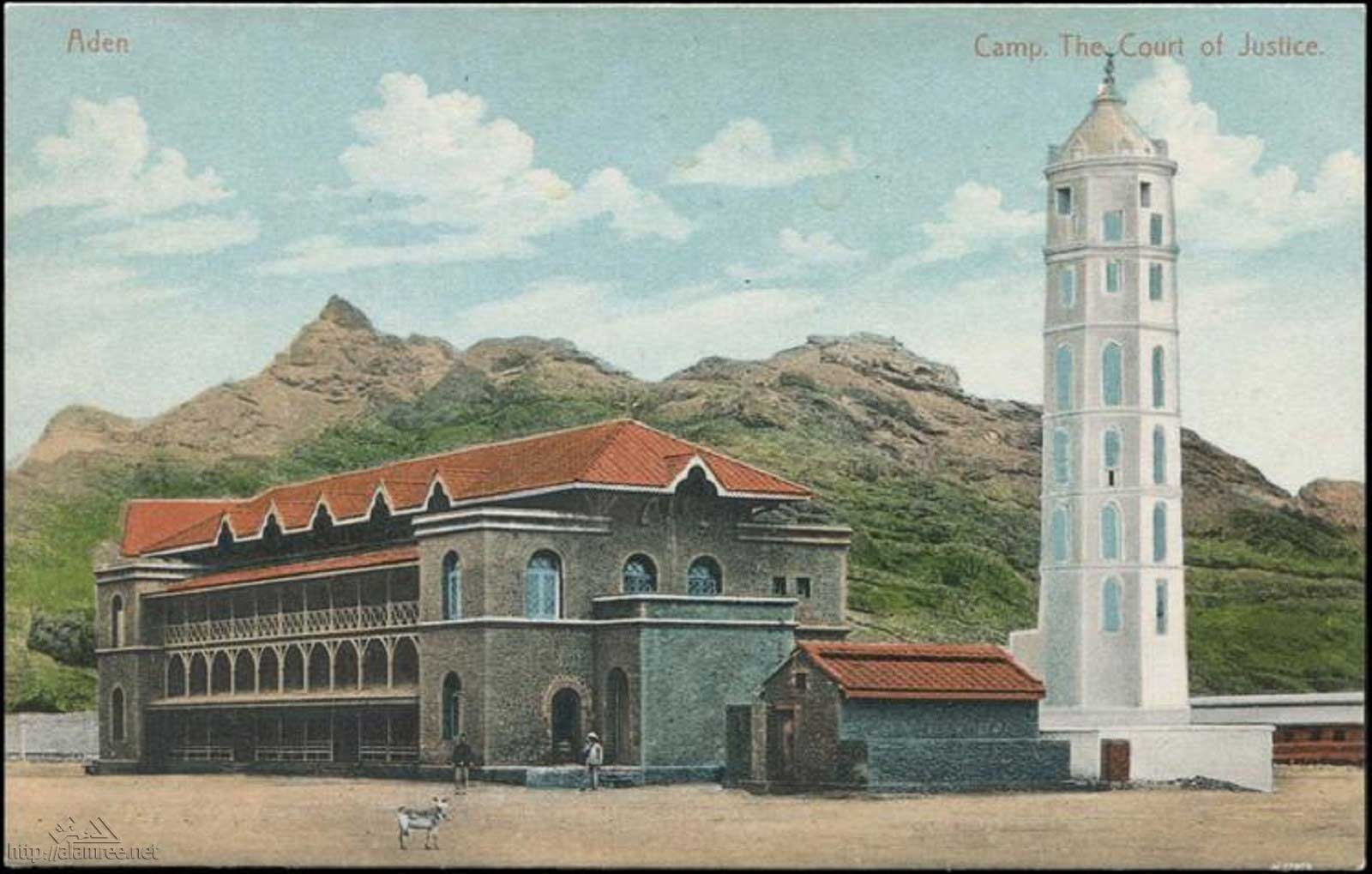
Маяк и почтовое отделение в районе Кратер, Аден, в начале XIX столетия.

В декабре 1890 г. цесаревич Николай, будущий император Николай II, посетил Аден во время своего Восточного путешествия (1890—1891).
В 1900 году, направляясь из Калькутты в Одессу, через Аден проследовал выдающийся российский военный востоковед Андрей Евгеньевич Снесарев.

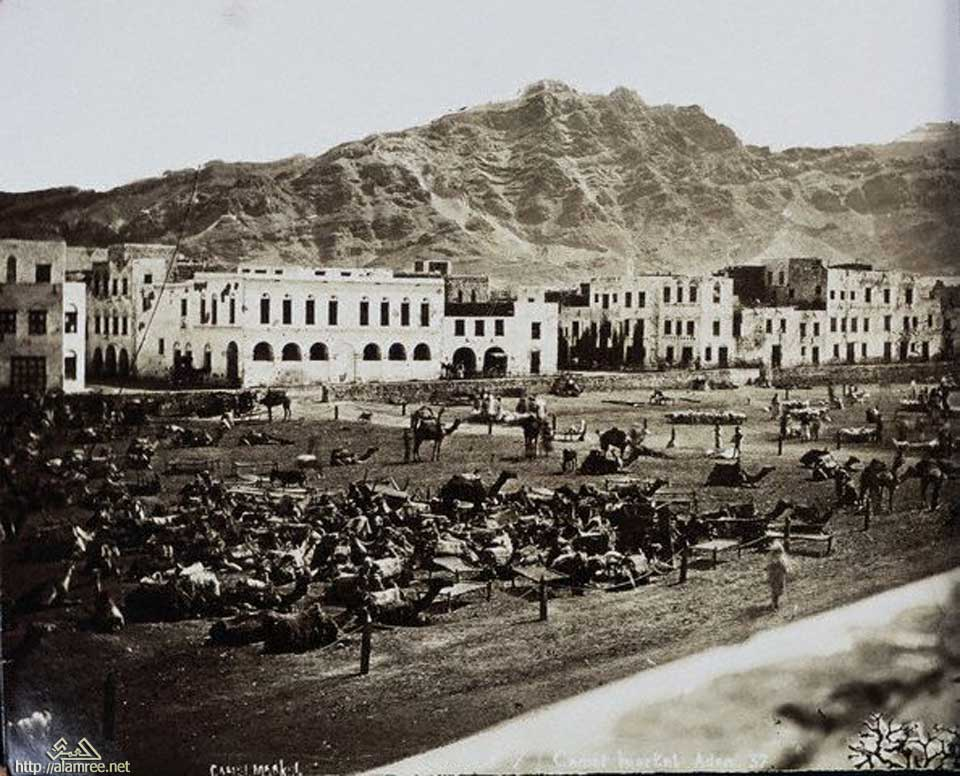
Рынок квартала Кратер в Адене. Фото 1900—1920 годов.

В 1901 году внутренняя бухта Адена была углублена до 9 м, что позволило принимать в порту крупнейшие корабли того времени.
В 1903—1905 годах были подписаны англо-турецкие протоколы о границах, отделяющих британские владения в Йемене от остальной части Йемена, подтвержденные и дополненные англо-турецкой конвенцией 1914 года.
Остров Камаран был занят прибывшими из Адена английскими войсками во время Первой мировой войны, в июне 1915 года.

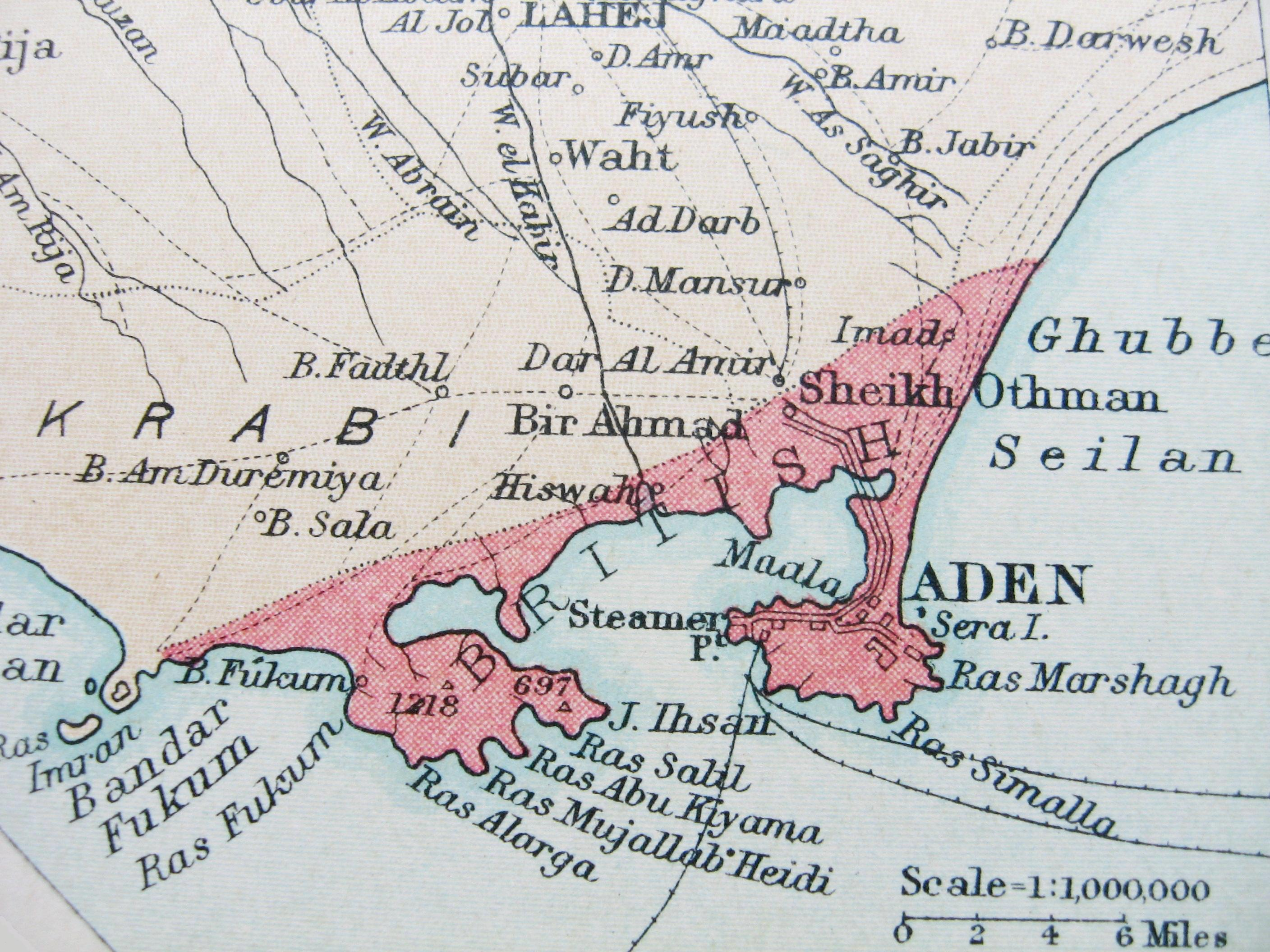
Карта британского колониального Адена в 1922 г.

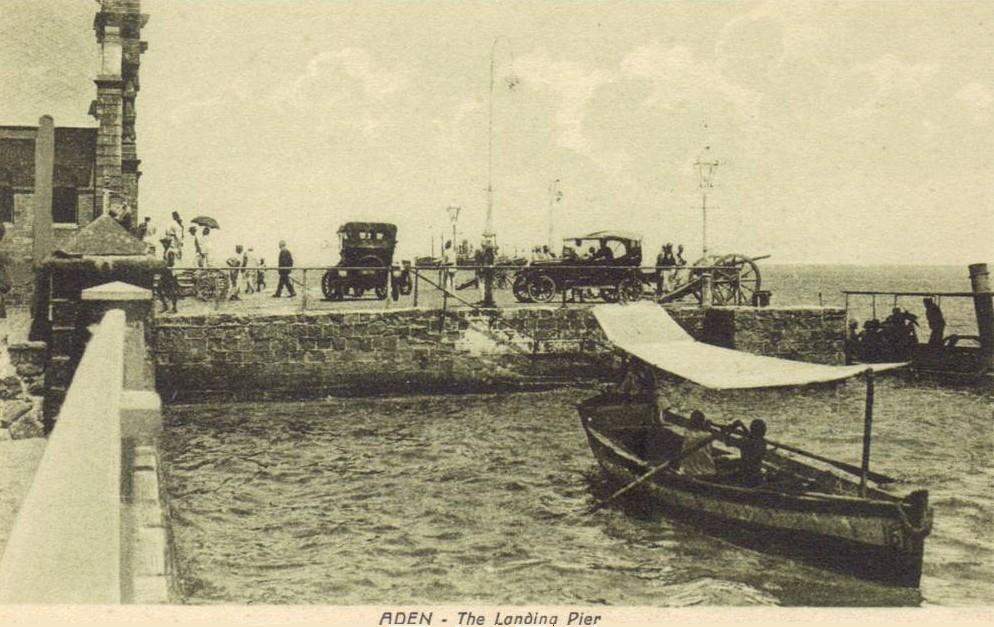
Высадка на пирс пассажирского морского терминала в Адене, районе Тувахи, недалеко от стоянки пароходов. 1920-е гг.

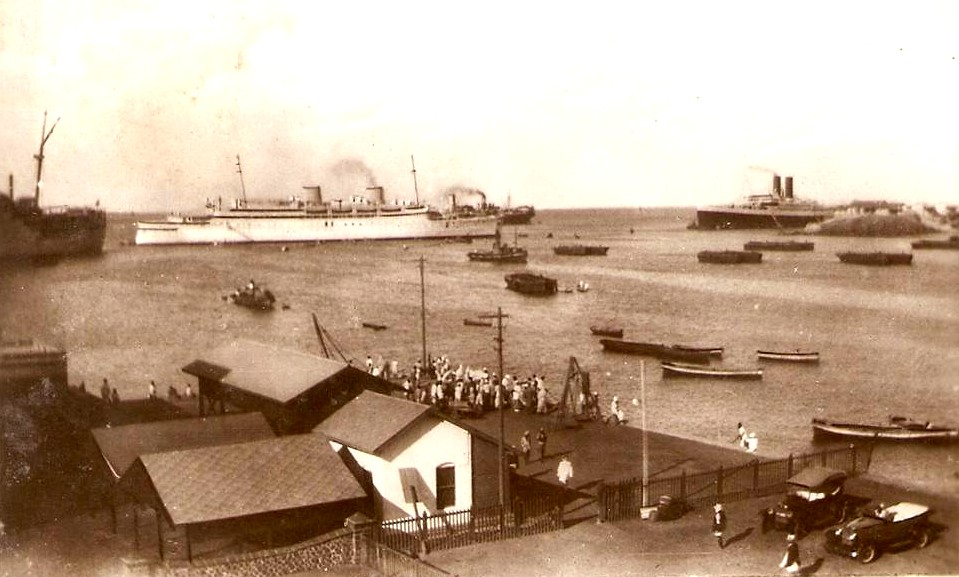
Стоянка судов в гавани Аден. 1920—1925 года.

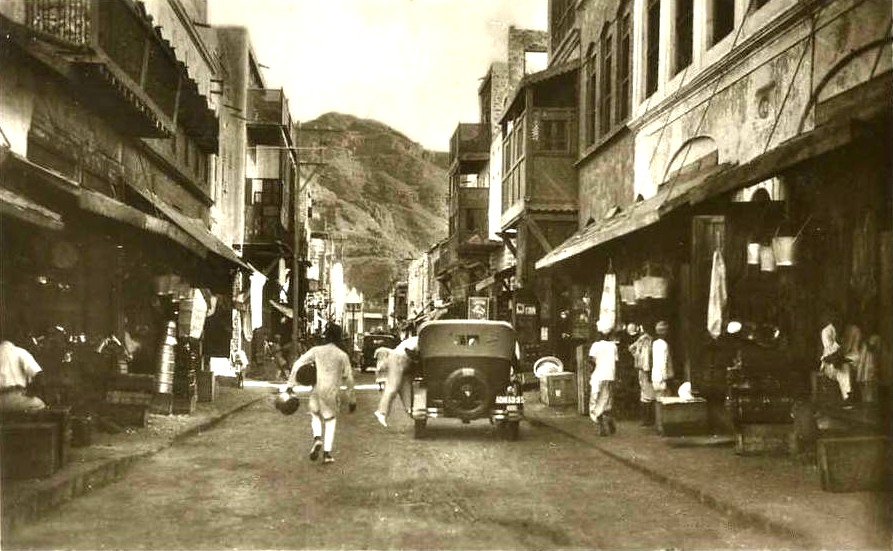
Жестяной базар в Кратере, Аден. 1920-е гг.

Во время Первой мировой войны Великобритания вела активные боевые действия против Турции. Так, в 1915 году англо-французским десантом была предпринята попытка захвата Галлиполийского полуострова для последующего движения на Константинополь. Турция, в свою очередь, в том же году предприняла ряд попыток захватить Аден. Однако благодаря поддержке британцев, восставших Асира, туркам это не удалось.
В 1916 году турецкие войска попытались захватить остров Перим, но были отбиты.
В 1919 году в порту начали выполняться нефте-бункеровочные работы. В этом же году построили в Адене пассажирский морской терминал.

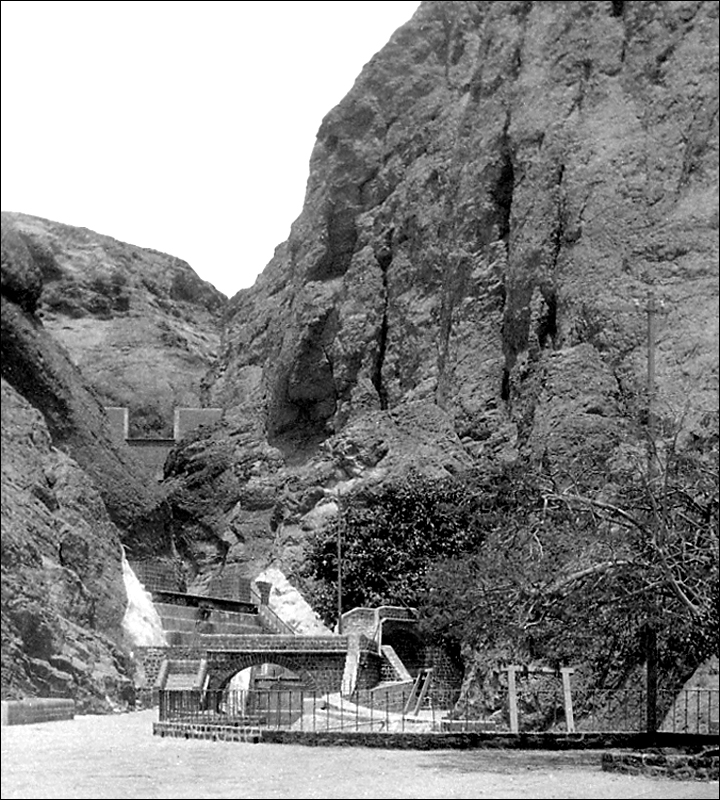
В районе танков Тавила, Аден. Фото 1930 г.

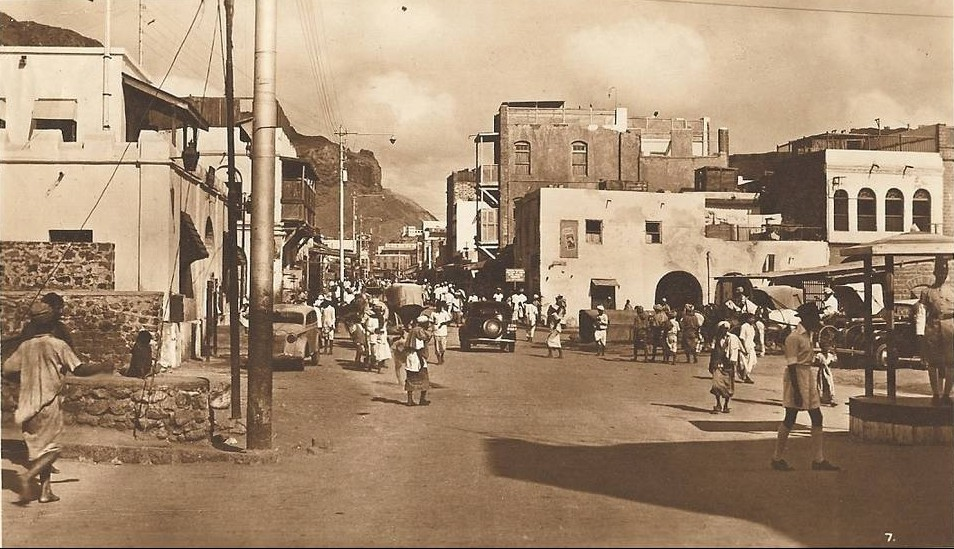
Главный базар района Кратер, Аден. 1930-е гг.

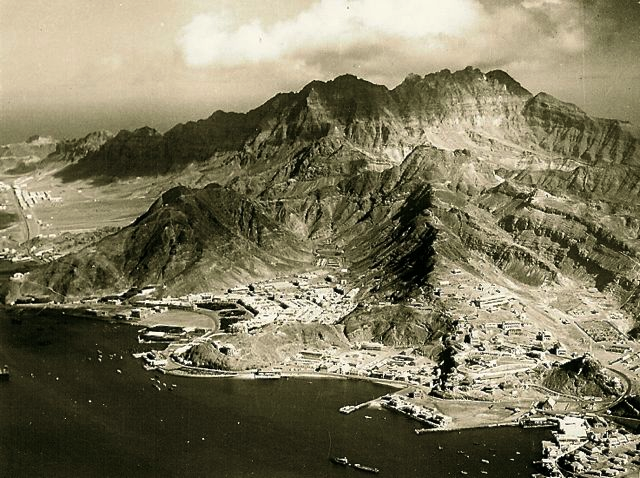
Аденское поселение. Фото сделано около 1935 г.

В 1923 году, после подписания Лозаннского мирного договора и распада Османской империи, остров Камаран был подчинён администрации английского поселения Аден.
В 1928 году для борьбы с имамом-королем Йемена Яхьей Хамид-ад-дином, который оспаривал некоторые территории, в Адене была размещена британская авиация.
В 1932 году Аден был передан в ведение британского вице-короля Индии.
В результате бомбардировок йеменских городов имам Яхья был вынужден отказаться от своих претензий: 11 февраля 1934 года в Сане между Йеменом и Великобританией состоялось подписание договора сроком на 40 лет, согласно которому последняя признавала независимость Северного Йемена, а имам Яхья — status quo Южного Йемена.
2 августа 1935 г. британский парламент принял Акт об управлении Индией, согласно которому Аден отделялся от Индии в отдельную коронную колонию (вступил в силу 1 апреля 1937 года), включавшую также остров Перим и острова Курия-Мурия, под управлением губернатора (верховного комиссара). Так в 1937 году острова Куриа-Муриа, которые в 1854 году султан Омана уступил Великобритании, были присоединены к британской колонии Аден. А Аден из обычного поселения превратился в столицу Аденской колонии.